# Lyreco
Lyreco este o companie franceză de birotică și papetărie. Compania a fost înființată în anul 1926 și s-a numit Gaspard până în anul 2001.
Număr de angajați în anul 2008: 10.000